# إيجل جاكوبسن
إيجل جاكوبسن هو لاعب شطرنج دنماركي، ولد في 11 يونيو 1897 في كوبنهاغن في الدنمارك، وتوفي بنفس المكان في 27 مارس 1923.

## وصلات خارجية
- إيجل جاكوبسن على موقع مباريات الشطرنج (الإنجليزية)
- إيجل جاكوبسن على موقع 365Chess.com (الإنجليزية)